# Am I Right?
Am I Right? è un EP del gruppo musicale britannico Erasure, pubblicato nel 1991.

## Tracce
7" (UK)
1. Am I Right?
2. Carry On Clangers (Edit)
3. Let It Flow
4. Waiting for Sex (Edit)

12" (UK)
1. Am I Right? (Dave Bascombe Mix)
2. Carry On Clangers
3. Let It Flow
4. Waiting for Sex

CD EP
1. Am I Right? (The Grid Mix)
2. Love to Hate You (LFO Modulated Mix)
3. Chorus (Vegan Mix)
4. Perfect Stranger (Acoustic Version)